# الحرية (حماة)
الحرية قرية تتبع ناحية قلعة المضيق في منطقة السقيلبية بمحافظة حماة في سوريا. تقع في شمال سهل الغاب ويفصلها الطريق العام عن قرية الحويز المتاخمة.
قبل الثورة السورية، كان عدد سكانها يبلغ 2525 نسمة حسب تعداد عام 2004 الذي أجراه المكتب المركزي للإحصاء، وجلّهم من المسلمين السُّنَّة.